# Magyarország tokiói nagykövetsége
Magyarország tokiói nagykövetsége (japánul: 在東京ハンガリー大使館) Magyarország és Japán kapcsolatainak egyik kiemelt intézménye, hazánk 1939-ben nyílt - majd 1959-ben újranyitott - diplomáciai képviselete. Magyarország tokiói nagykövete 2023 óta Aulner-Bálint Anna

## Története
A Magyarország és Japán közötti diplomáciai kapcsolatok az Osztrák–Magyar Monarchia idejére nyúlnak vissza: 1869-ben kezdődtek, azonban a diplomáciai képviseletet évekig még a monarchia sanghaji (kínai) konzulátusa látta el. Követségről elsőként az 1884-es címtár számol be, melynek vezetője egy magyar diplomata, Zaluski Károly volt. 1910-re már szép számú személyzet szolgált katonai attaséval kiegészülve Tokióban. Az első világháború idején ellenségessé vált két országban a követségeket felszámolták, a monarchia képviseletét átmenetileg Olaszország látta el. A világháborút követően viszonylag hamar: 1921-ben ismét diplomáciai kapcsolatokat létesített a két ország, igaz, önálló képviseletek nem nyíltak, hanem Japán a bécsi követségén, hazánk pedig Spanyolország tokiói nagykövetségén keresztül képviselte érdekeit. Mind a kormány, mind a társadalom részéről volt igény arra, hogy Japánban képviselet létesüljön, azonban a gazdasági helyzet ezt az 1920-as, de még az 1930-as években sem tette lehetővé. Mind a turanizmus eszmeiségének térhódítása, mind a vesztes háború utáni elszigeteltségből való kiútkeresés, mind az általános nyugatellenes érzések abba az irányba mutattak, hogy a keleti kapcsolatok erősödjenek, elsősorban pedig hogy Tokióban követség létesüljön. Lakatos Gyula képviselő a külügyi költségvetés előterjesztője 1934-ben úgy vélekedett, hogy a politikailag káros, hogy "még megfigyelő posztunk sincs" az egyre fontosabb kapcsolatrendszert kiépítő szigetországban. A végső lökést az adta, hogy Magyarország 1939-ben csatlakozott az Antikomintern paktumhoz, így szeptemberben megnyílhatott a Magyar királyi követség Tokióban, s ugyanebben az évben a budapesti Kelenhegyi úton a Japán Császárság is követséget létesített. Első követünk - az egyébként főkonzuli rangban lévő - Ghika György lett (japán kollégája Inoue Kodzsiró volt). Ghikát 1941-ben felmentették, helyére Végh Miklóst helyezték, aki a világháború végéig (a nyilas hatalomátvételt követően is) a helyén maradt.
A második világháborút követően a két ország kapcsolatainak a rendezésére csak 1959-ben került sor, ekkor nyílt követség a két fővárosban (első követünk Csatorday Károly volt 1960-tól, Budapesten pedig Ogava Szeisiró szolgált). Ebben az időszakban egyébként - 1959 és 1962 között - 18 állammal történt diplomáciai kapcsolatfelvétel, 1965-re pedig összesen tíz ázsiai országgal voltak kapcsolatok, nagykövetség azonban csak ötben működött. Japánnal 1964-ben emeltük a képviseletek szintjét nagykövetségire. A kapcsolatok rendezése és a követség, illetve különösen a kereskedelmi kirendeltség megnyitása jelentős mértékben növelte az export-importot: kivitelünk az 1960-as 27 ezer dollárról 1967-re 3 millió dollárra növekedett. A rendszerváltás idején 1988-tól 1992-ig, tehát a politikai változásokat átívelően Forgács András volt a misszióvezető. 2019-ben megnyílt a Tokiói Magyar Kulturális Intézet is.
A tokiói nagykövetségen kívül három tiszteletbeli konzul működik az országban: Hamamacuban, Jokohamában és Oszakában.